# Johann Ferdinand August von Funcke
Johann Ferdinand August von Funcke (* 24. Mai 1713 in Wolfenbüttel; † 18. August 1777 in Groitzsch bei Jesewitz) war ein königlich-polnischer und kurfürstlich-sächsischer Geheimer Rat und außerordentlicher Gesandter und bevollmächtigter Minister am kaiserlich-russischen Hof.

## Leben und Wirken
Er stammte aus der in den Adelsstand erhobenen Familie von Funcke und war der Sohn des braunschweigischen Klosterrates, der die beiden Rittergüter Groitzsch und Küblingen erworben hatte. Er trat in den Dienst der Wettiner und stieg am kursächsischen Hof in Dresden zum Geheimen Rat auf. Von Kurfürst Friedrich August II., König von Polen und Kurfürst von Sachsen, wurde er zum außerordentlichen Gesandten am Hof des Zaren in Sankt Petersburg und zum bevollmächtigten Minister ernannt. Für seine Verdienste erhielt er während des Reichsvikariats am 22. Januar 1742 durch Friedrich August II. von Sachsen die Nobilitierung.